# St Chamond
De St Chamond is een zware Franse tank uit de Eerste Wereldoorlog.
Oorspronkelijk slechts de versie van de Schneider waarvan er bij de Saint-Chamond fabriek vanaf 1916 400 stuks gebouwd moesten worden, veranderde het ontwerp door onderlinge ruzie en de manipulaties van de technisch directeur van die fabriek, Rimailho, in een voertuig dat ruim genoeg was om het 75 mm veldkanon te kunnen dragen. Dit was de zwaarst bewapende tank van zijn tijd - die echter eigenlijk niet in staat was loopgraven te overwinnen. Zijn geavanceerde petro-elektrische transmissie maakte hem relatief snel en wendbaar, maar was ook zeer onbetrouwbaar. De tank bewees zijn nut pas op het eind van de oorlog bij het overrompelen van Duitse egelstellingen.

## Ontwikkelingsgeschiedenis

### Brillié maakt een tweede tanktype noodzakelijk
Vaak wordt de St Chamond ten tonele gevoerd als een soort opvolger van de eerste Franse tank, de Schneider. Ook suggereert men wel dat het Ministerie van Oorlog uit angst voor verlies van haar privileges, opzettelijk naast de Schneider een tweede tank ontwikkelde. Deze laatste versie komt wat dichter bij de waarheid. Inderdaad was er sprake van een volmaakt gelijktijdige ontwikkeling. Dat kon ook niet anders, want oorspronkelijk waren Schneider en St Chamond één en dezelfde tank!
Toen kolonel Estienne op 9 december 1915 de demonstratie van de eerste Schneider pantsertractor bijwoonde, was dat natuurlijk nog geen gevechtsklaar voertuig. Ingenieur Brillié had weliswaar al eerder pantserwagens ontworpen voor Spanje, maar hij had zich, zoals het een goed ingenieur betaamt, bij de ontwikkeling van het prototype vooral gericht op de technische aspecten van het loopwerk. Het was dus meer de onderkant van een tank, eigenlijk niet meer dan een kort rupsbandonderstel met twee staalplaten aan de zijkant. Later die maand werd er een keuze gemaakt voor een langer 75 pk Holt Tractor onderstel. Hierdoor viel men in de ontwikkeling weer terug op een leeg chassis; er was zelfs nog geen definitieve keuze gemaakt voor de bewapening, waarvoor men eerst dacht dat een 37 mm kanon voldoende zou zijn. Na de aanvaarding van het plan voor de oprichting van de Artillerie Spéciale door opperbevelhebber Joffre eind januari 1916, stuurde de directeur van het Onderstaatssecretariaat van de Artillerie, generaal Mouret, het rupsonderstel dan ook door naar het legeratelier in Farman om er een echt gevechtsvoertuig van te maken.
De bevelhebbende officier van het atelier, tweede luitenant Fouché, dacht zes weken nodig te hebben voor het project, maar kreeg van Mouret te horen dat hij het maar in twee moest doen. Omdat er dus geen tijd was echte tekeningen te maken, zette soldaat Pierre Lescure op het oog de nieuwe gevechtsruimte in elkaar. Meteen werd ook het loopwerk verlengd, voor een betere overschrijding van loopgraven. Dit nieuwe prototype kreeg de naam Tracteur A. Op 7 februari kwam Brillié kijken, maakte tekeningen van de opbouw, voegde deze samen met plannen voor een staart die de grotere lengte overbodig maakte en stuurde het geheel, Tracteur B genaamd, op naar SOMUA die de productielijn voor de Schneider op ging zetten.
Op 1 april werd er een tweede order van 400 tanks gegeven aan de concurrent van Schneider: de wapenfabriek Compagnie des Forges et Aciéries de la Marine et d'Homécourt, om begrijpelijke redenen meestal aangeduid met de naam van het relevante hoofdwerk: Saint-Chamond. Het motief dat hier officieel voor gegeven werd, was het kennelijke feit dat Schneider de productie niet aankon; de werkelijke beweegredenen waren politiek van aard. Aangezien Schneider het vertikte de bouwtekeningen aan de concurrent op te sturen en zich beriep op het patent van de staart, baseert Saint-Chamond zich op de verlengde Tracteur A.

### Rimailho en Breton

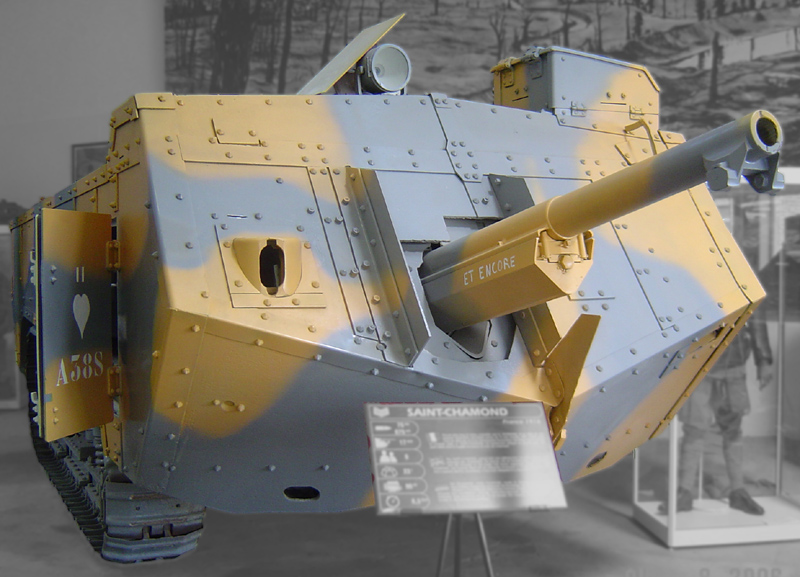
De laatste bewaarde St. Chamond, Et Encore, in het Musée des Blindés te Saumur. Het gaat hier om een voertuig van het laatste type, met een extra verhoogde uitkijkpost voor de commandant-chauffeur.

Bij Saint Chamond werkte sinds 1915 een zekere Émile François Léon Rimailho als technisch directeur. Als, uiteindelijk, luitenant-kolonel Rimailho had deze man vóór de oorlog in dienst van het leger bij het atelier van Puteaux het beroemde 75mm model 1897 veldkanon mee helpen ontwikkelen. Hij was toen voor zijn jarenlange inspanningen met maar 3000 franc extra beloond. Zijn eerste chef, luitenant-kolonel Deport, maakte in 1894 de overstap naar de particuliere sector en werd op slag een bemiddeld man. In 1913 wist Rimailho zijn voorbeeld te volgen en kreeg, na een heldhaftig optreden als reserveofficier tegen de Duitsers in 1914, definitief toestemming om bij Saint Chamond te gaan werken omdat hij als ingenieur van groter nut kon zijn in de wapenindustrie. Hij ontwikkelde bij zijn nieuwe werkgever een verbeterde versie van de 75 mm en bedong dat hij per verkocht exemplaar een provisie kreeg, terwijl hij zich verbond de verkoop van het kanon te bevorderen door als lobbyist gebruik te maken van zijn oude legercontacten.
Rimailho kreeg de opdracht de nieuwe tank verder te ontwikkelen. Dit zag hij als een uitgelezen kans om 400 exemplaren van zijn nieuwe kanon te slijten, mocht het hem gelukken de Onderstaatssecretaris van Uitvindingen de specificaties te laten veranderen. Dat zou hem niet moeilijk vallen: op dat moment was dat Jules-Louis Breton (1872-1940), dezelfde man die met zijn project voor een elektrische prikkeldraadknipper de ontwikkeling van de Schneidertank mogelijk had gemaakt. J.L. Breton, zoals hij zich meestal noemde, socialistisch parlementslid, was een zeer intelligent man, zelf ingenieur, maar had ook een zeer gevoelige en suggestibele persoonlijkheid. Hij was bezeten van de idee van technologische vooruitgang en dacht oprecht dat het heil van de mensheid afhing van de invoering van elektrische apparatuur. Vol enthousiasme had hij hele boeken volgeschreven over de toekomstige zegeningen van publieke radio en TV. Zijn rijke fantasie en vermogen tot volledige betrokkenheid leidden soms echter ook tot een te snelle overtuiging dat anderen (of hemzelf) onrecht was aangedaan. Dit werd verergerd door een grote emotionele labiliteit: toen hij in 1912 de salon van de kubisten bezocht, wekten de vervreemdende afbeeldingen zulke angstgevoelens bij hem op dat hij in het parlement bepleitte het tentoonstellen van zulke "ontaarde" kunst verder te verbieden.
Rimailho wist dat hij en Breton behalve hun ingenieurschap nog een ding gemeen hadden: een hekel aan kolonel Estienne. Terwijl Rimailho zijn veldkanon bedacht, had Estienne de inrichting van de hele Franse artillerie omgegooid door die te laten overgaan van veldkanonnen (vlakbaangeschut) naar houwitsers (krombaangeschut). Rimailhos plannen om veldkanonnen van een groot kaliber te produceren, waren daardoor gefrustreerd. Bretons afkeer van Estienne stamde ook van voor de oorlog. Hij had het eerst van de kolonel gehoord toen die de Franse luchtmacht op poten zette, iets wat Breton, zelf vliegerfanaat, een verfoeilijk misbruik van een prachtige uitvinding vond. En nu had diezelfde kolonel hem zijn tankproject afgepakt. Breton was uiterst verongelijkt al begonnen met het oprichten van een Frans-Engelse parlementaire commissie voor het vaststellen van het ware uitvinderschap van de tank, dat al in 1917 inderdaad aan Breton zou worden toegewezen!

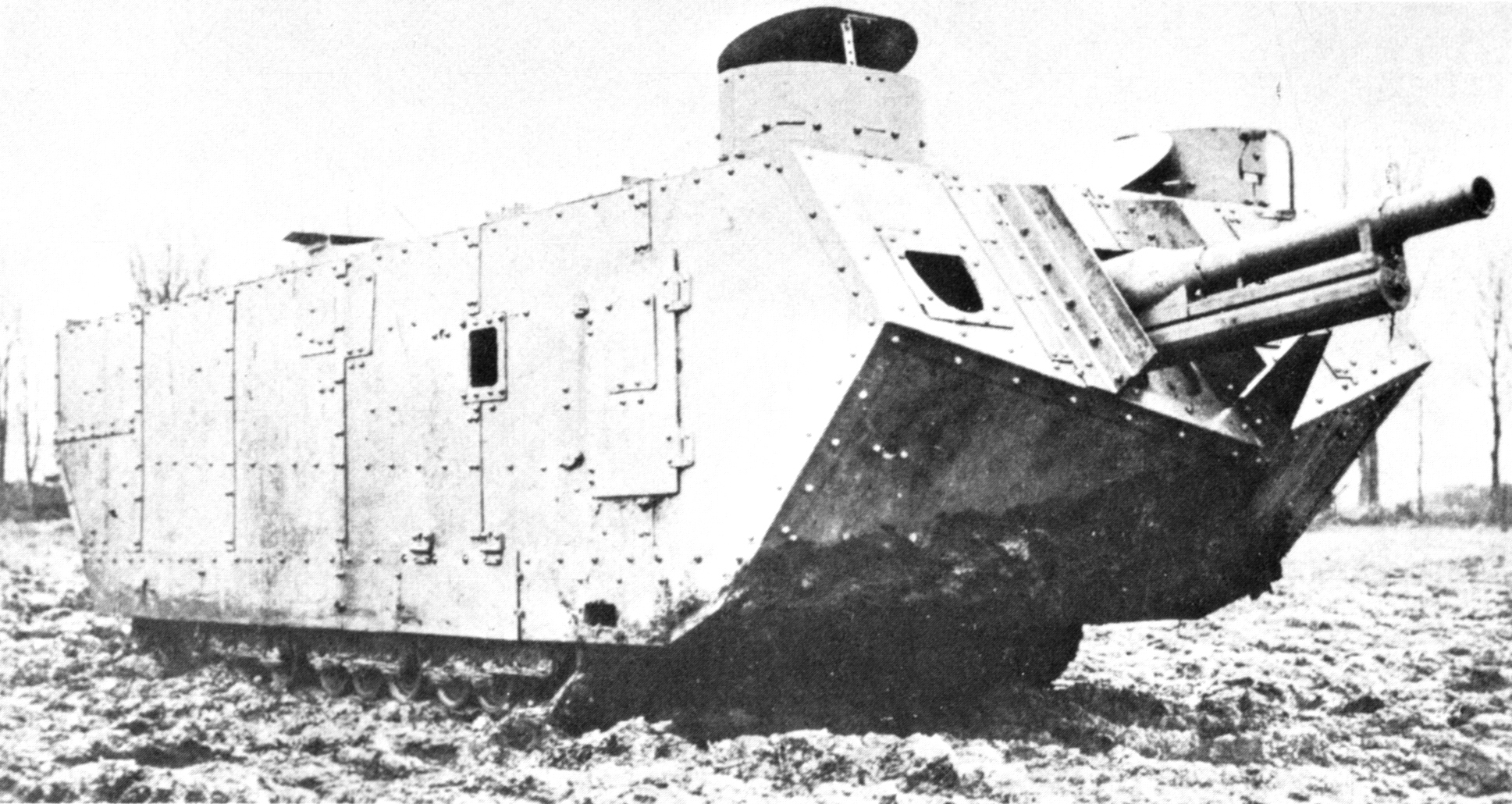
Het prototype van de St Chamond in de herfst van 1916; een verschil met de productieversie is de tot de grond toe doorlopende bepantsering van het loopwerk

Bij een eerste bespreking in maart suggereerde Rimailho aan Breton op de meest bevredigende en nobele wijze genoegdoening te verkrijgen: door een tank te ontwikkelen die superieur was aan de Schneider van Estienne juist doordat hij Rimailhos zwaardere 75 mm kanon droeg. Alleen was er het probleem dat er nog geen transmissies waren om zo'n vergroot rupsvoertuig voldoende snel en wendbaar te maken. Onmiddellijk stond Breton op en riep vol vuur uit dat hij daarvoor al een oplossing wist. Hij had zelf een hypermoderne petro-elektrische transmissie ontwikkeld. Rimailho verhaalt niet of dat voor hem als een verrassing kwam. Wel stond bij hem deel drie van La Revue Scientifique et Industrielle op de boekenplank, met als onderwerp La Traction Mécanique waarin zo'n systeem al in 1897 beschreven was. Het was geschreven door Breton.
Op 8 april begonnen de prototypes flink uit elkaar te groeien, toen het Onderstaatssecretariaat inderdaad het bevel gaf om in de versie van Saint-Chamond een lang 75mm kanon te plaatsen. Ophanging en romp werden hiervoor nog eens flink verlengd, en men installeerde een zwaardere 100 pk motor tezamen met een nieuwe transmissie. Rimailho gaf later aan dat hij bij het nemen van deze beslissing grote weerstand binnen het leger en het Ministerie van Oorlog had moeten overwinnen. Hij zei er niet bij hoe hij dat gedaan had. Zijn politieke vijanden zouden hem herhaaldelijk, in 1918, 1924 en 1945, in de pers beschuldigen dat hij bepaalde sleutelfiguren omgekocht had. Hoewel deze verdachtmaking hem tot het einde van zijn leven zou achtervolgen, is iets dergelijks is nooit in gerechte vastgesteld.
Twee dagen na de eerste Schneider werd op 7 september 1916 de eerste St Chamond van de productieserie afgeleverd.

## Beschrijving

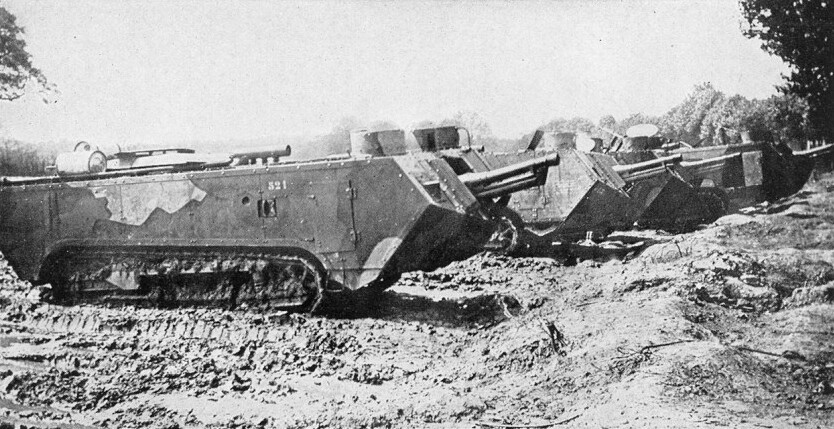
St Chamond tanks van het vroege type

Dit vehikel maakt er geen geheim van dat het een gevechtsvoertuig is: fier steekt het monster van voren zijn hoofdbewapening omhoog. Toch voldoet ook deze zwaardere broer van de Schneider niet echt aan onze moderne voorstelling van een tank. Het ontwerp is het stadium van de box tank nog niet ontgroeid. Net als zijn kleine broertje is de St Chamond niets anders dan een bak van pantserstaal die op een tractoronderstel is geplaatst. Alleen zijn sommige zaken een maatje groter. Dat moet wel, want het kanon is hier geen gedrongen geval, maar het forse en veel langere 75 mm veldkanon van het Franse leger, eerst het model L12 dat Saint-Chamond zelf produceerde, later het beroemde "model 1897" dat tot aan 1940 toe nog tot de standaarduitrusting van de artillerie zou behoren. Voor de bediening van zo'n stuk is veel ruimte nodig. Die kan niet gevonden worden door simpelweg het loopwerk te verlengen: de lengte-breedteverhouding zou dan zo extreem zijn geworden dat de tank niet meer had kunnen draaien! Het chassis kan niet tot meer dan 2,67 m verbreed worden, want de tank moest wel op een treinwagon blijven passen. Ook is het onmogelijk het kanon boven de rupsbanden te plaatsen. Daar bevindt zich al de motor. De romp moet dus tot ver voor het loopwerk verlengd worden. Bij een totale lengte van 8,83 m ontstaat er zo een overhang van bijna twee meter.
In de enorme neus bevindt zich links de chauffeur-commandant, zijn hoofd indien nodig door het dak van de tank omhoogstekend in een grote observatiecilinder met kijkgaten. Rechts van hem probeert de lader zich staande te houden; zijn taak wordt wat vergemakkelijkt doordat het kanon iets rechts van het midden geplaatst is. Ook hij kan zich vermaken met een eigen observatiecilinder. Rechts van het kanon zit een mitrailleur die zijn eigen, meer ovale uitkijk heeft. Behalve het bedienen van een 8mm Hotchkiss mitrailleuse heeft hij ook nog tot taak het kanon in traverse te richten. Als deze man volgens de officiële richtlijnen te werk gaat, moet hij een ware acrobaat zijn. Eerst dient hij het kanon te richten, dan uit zijn zetel naar achteren te klauteren om het sluitstuk te openen en, jawel, sluiten - terwijl de lader, die ondertussen via een richtvizier de elevatie bepaald moet hebben, de granaat erin schuift - om dan weer naar voren te springen om door het kleine kijkgat van de mitrailleuse het effect van het schot te beoordelen. Dat kan de lader ook doen door een luik links van het midden te openen, een levensgevaarlijke methode. In de praktijk blijven beiden natuurlijk gewoon staan en laten het observeren aan de chauffeur over. Die richt meestal het kanon door de hele tank te draaien: traverse en domping volgens het boekje kost gewoon te veel moeite. De tank heeft geen radio. Communicatie met de eigen linies wordt tot stand gebracht door het oprichten van een enorme semafoor met brede uitklapbare seinplaten.

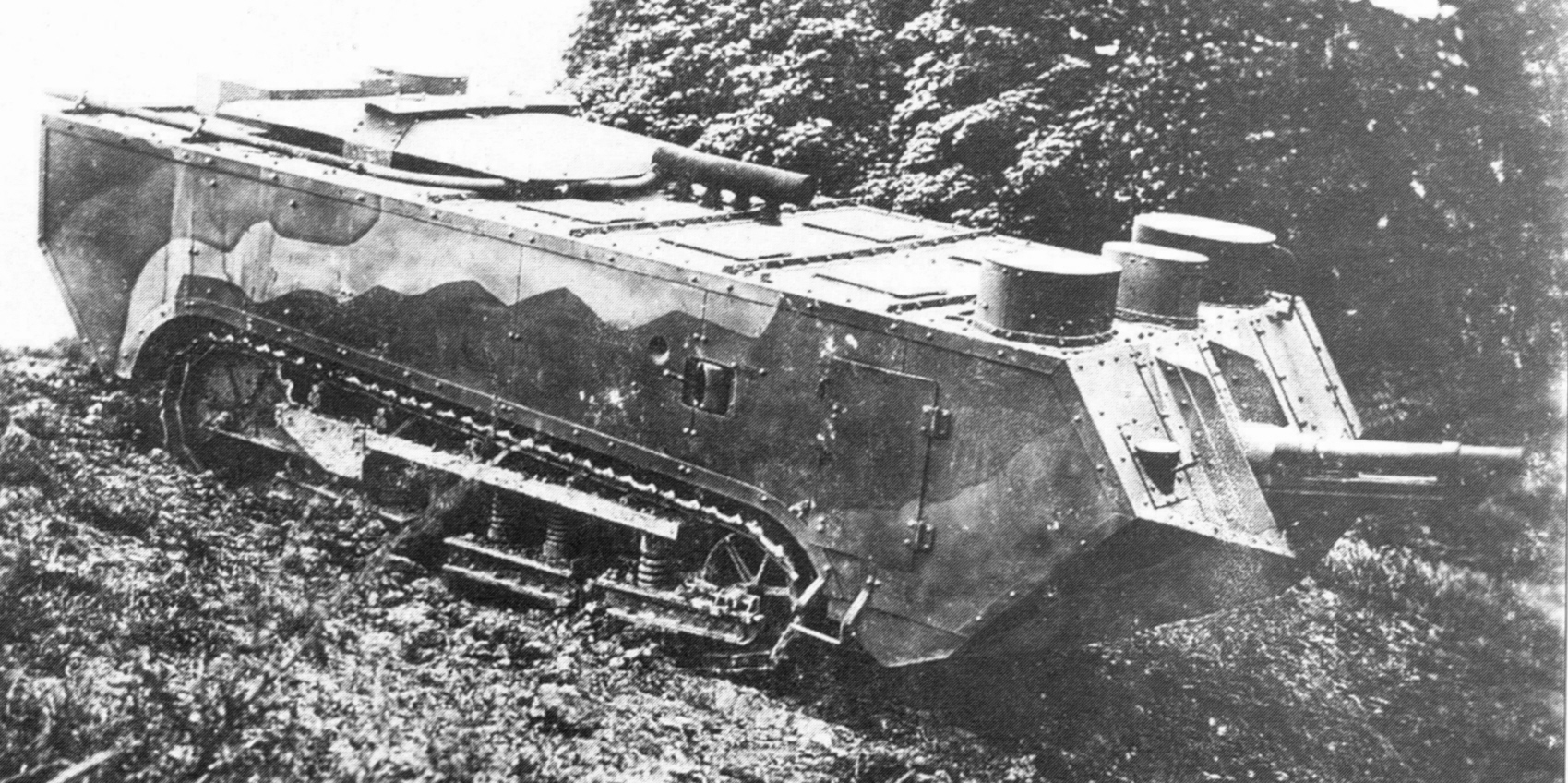
St Chamond van het vroege type op oefening; duidelijk te zien is dat het dak plat is en er observatiecilinders op staan

Dieper in het voertuig houdt de rest van de bemanning zich schuil. Terwijl men er bij de Schneider voor gekozen had de gevechtsruimte in te richten als een drie voet hoge horizontale kruipruimte boven motor en transmissie - drie man stonden dan in een verdiepte bak daartussen - zijn bij de St Chamond motor en transmissie verticaal op de middenlijn van de romp geplaatst. Langs beide wanden bevinden zich nauwe doorgangen die naar een gevechtsruimte aan de achterkant voeren. In de linkerhoek stond een mitrailleur (voor hem is het dus de rechterhoek) die met een eigen uitkijkcilinder de omgeving afspeurt of soms Duitsers het voertuig willen naderen. Zo'n onverhoopte aanval kan worden afgeslagen met zijn 8 mm Hotchkiss mitrailleuse in de rechterhoek (nee, onpraktisch genoeg is dat niet dezelfde hoek). Twee andere mitrailleurs hurken in de doorgangen. De dus in totaal vier mitrailleuses zitten niet vast in een uitstekende kogelbol, maar steken in een verdiepte halve cilinder. Sommige tankbemanningen zetten nog een vijfde mitrailleuse op het dak. Tussen dat alles beweegt zich het zevende bemanningslid, de mecanicien. Op hem rust wel de allerzwaarste taak: niet alleen moet hij het bakbeest onder gevechtsomstandigheden aan de gang houden, maar ook fungeert hij als munitiedrager en hij kan als enige de tank achteruit rijden; daarvoor heeft hij zelfs een tweede chauffeursplaats in de achterste observatiepost met als extra uitdaging dat hij dan blind moet sturen. Later wordt er voor hem een kijkgat gemaakt.

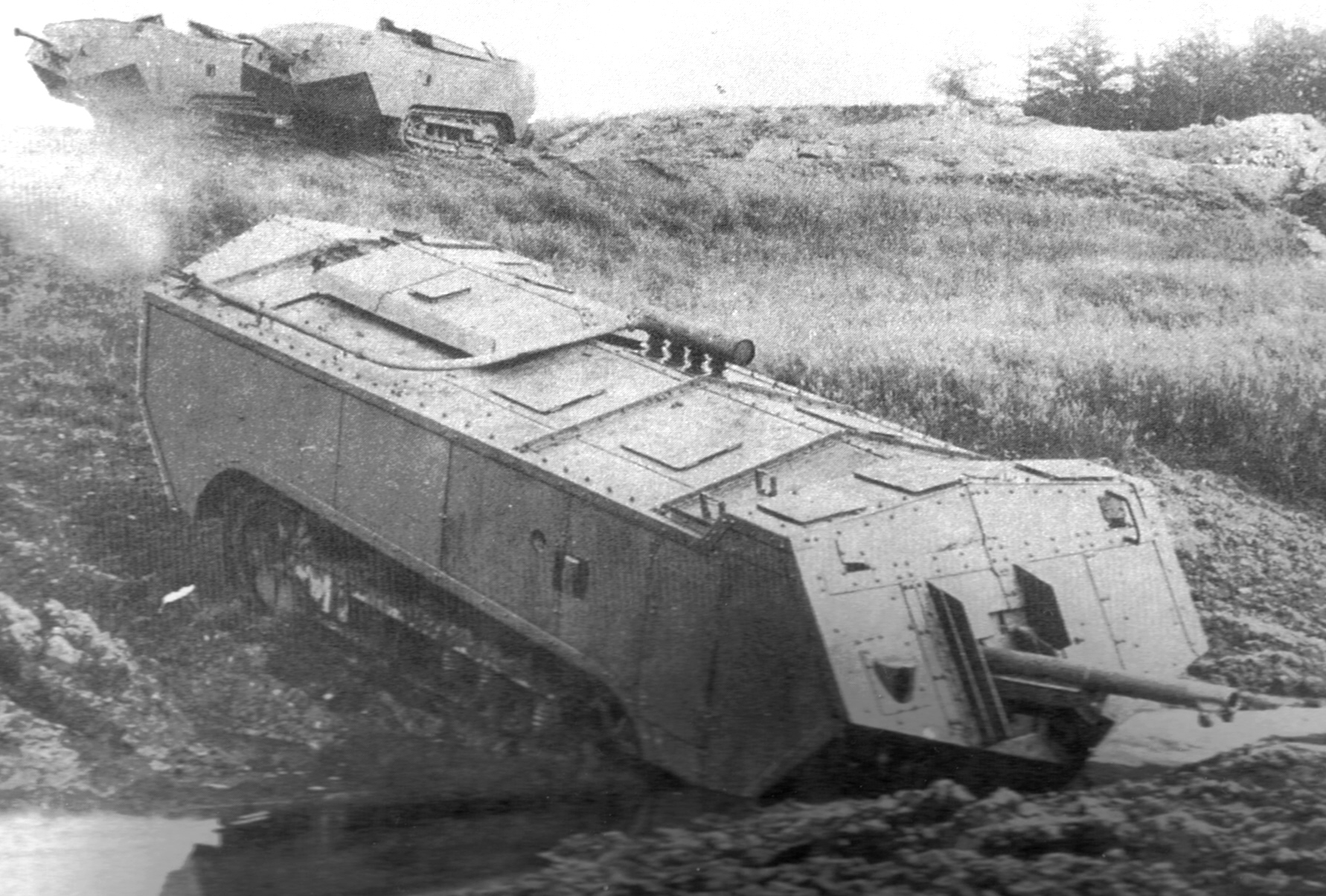
St Chamond van het late type op oefening; het dak is afgeschuind en de kwetsbare cilinders zijn vervangen door luiken op een algehele verhoging van de frontplaat; het standaard veldkanon is ingebouwd

Het zal duidelijk zijn dat voor zo'n voertuig zoiets simpels als bewegen al problematisch wordt. Hoe voorkom je dat het zich bij de eerste de beste bobbel in het terrein al vastrijdt? Net als de Schneider wordt de St Chamond geacht zich met de puntige neus omhoog te duwen. In de schuin oplopende bodemplaat daarvan bevinden zich twee houten wieltjes die het glijproces moeten bespoedigen. De St Chamond heeft weliswaar geen staart, maar weet zich op de wat afgeschuinde achterkant toch vervaarlijk op te richten. Deze houding was een geliefd onderwerp van persfotografen. Voor de geschutsbemanning is het minder amusant: zij slaan, als het zwaartepunt boven een steile heuvelrand komt te liggen, in één keer drie meter omlaag.
De St Chamond weegt ruim 23 ton, maar de Panhard motor levert op zijn best 100 pk. Ondanks een ongunstiger gewicht-krachtverhouding, is de zwaardere tank een stuk sneller: hij haalt 12 km/u, net zo snel als de Britse Whippet. Het geheim schuilt in de transmissie. Door een Crochat-Collardeau elektro-mechanische overbrenging toe te passen, wordt zowel de effectieve kracht als het koppel enorm vergroot. Nog vaak zouden ingenieurs bij het ontwerpen van zware tanks de verleidingen van dit systeem niet kunnen weerstaan. En steeds betaalden zij daarvoor dezelfde prijs als de St Chamond: oververhitting gevolgd door brand bij piekbelastingen. De tank krijgt zo, terecht, een slechte reputatie. Het gebeurt dan ook maar zelden dat hij zijn maximumbereik van 60 kilometer weet uit te rijden.
Zijn grootte maakt de tank natuurlijk tot een makkelijk te raken doelwit voor de Duitse kanonnen. Met aan boord maar liefst 265 liter benzine, 106 granaten en 8488 kogels kan de geringste doorslag een fatale brand veroorzaken. Je zou dan ook verwachten dat althans een gedeelte van het extra gewicht was gaan zitten in een zwaardere bepantsering. Toch is dat niet zo. De St Chamond is opgebouwd met dezelfde 11 mm pantserplaat als de Schneider. Samen met die laatste werd ook de St Chamond in het voorjaar van 1917 voorzien van een afstandspantser van 8 mm aan voor en zijkant tegen de Spitzkernmunition. Meteen werd ook het dak aangepast in de hoop dat de bundels explosieven die de Duitsers als antitankwapen waren gaan gebruiken, voortaan van de nieuwe, schuin aflopende dakplaten glijden. De vier observatiecilinders moeten hiervoor wijken wat de kans op een succesvolle Duitse aanval weer vergroot. Daarom zetten de werkplaatsen ter velde er weer twee lage rechthoekige kijkposten op; vanaf het 250e exemplaar gebouwd in november 1917 wordt dat ook de fabrieksstandaard. Latere schrijvers zouden de types onderscheiden door het eerste "Modèle 1916" of "M 16" te noemen en het latere "Modèle 1917" of "M 17" maar dat zijn geen aanduidingen uit de tijd zelf.

## Productie en Operationele Geschiedenis
Het voertuig van 7 september was eigenlijk gewoon het eerste prototype. Saint-Chamond wilde niet voor Schneider onderdoen. Het kon meteen met aanmerkingen terug naar de fabriek, maar de enige belangrijke wijziging die werd doorgevoerd was dat, ter vermindering van het gewicht, de pantserplaten van de zijkant niet meer over het loopwerk doorliepen.
Al snel kreeg Estienne in het nieuwe oefenkamp van Champlieu de echte productie-exemplaren op zijn bordje geschoven. Die wist niet zo goed wat hij ermee aan moest. Latere schrijvers hebben het weleens doen voorkomen dat de St Chamond beantwoordde aan Estiennes idee van een char de rupture. In werkelijkheid had de arme man helemaal niet om het ding gevraagd.
Was het toeval dat het eerste wat Estienne met de nieuwe tanks deed, bestond uit het verwijderen van die kanonnen? Hij zette het eerste dozijn al meteen als dépanneur in, een lot dat een type meestal pas ten deel valt als het verouderd is geraakt. Ze waren inderdaad heel geschikt om de half zo zware Schneiders uit de modder te trekken. Het is ook in die functie dat er vier meededen aan de mislukte aanval bij Berry-au-Bac.
Op 5 mei 1917 mochten de St Chamonds voor de eerste keer als gevechtstank meedoen bij een aanval aan de Chemin des Dames tijdens het beruchte offensief van generaal Nivelle. De mislukking leek wat op de vorige: opnieuw moesten de tanks optreden als dépanneurs, alleen nu van zichzelf. Toen AS31 de eerste Duitse loopgraaf probeerde te overschrijden, kantelden de eerste vier tanks om zich met hun kanon in de overliggende wand vast te pennen. De mecaniciens klauteren naar achteren om de tanks weer terug te rijden, maar dit doet ze alleen met uitgebrande transmissies nog dieper in de modder belanden. Van de overige voertuigen schoten sommige hun kameraden te hulp, andere overschreden alsnog de ware tankgracht. Maar ook zij werden in de loop van de dag stuk voor stuk teruggeroepen om de voorgaande tanks met doorgebrande transmissies te hervinden. De eenheid maakte een akelige nacht door rond de loopgraaf. De volgende dag sleepte de enige nog werkende tank voorzichtig tien tanks terug naar de eigen linies. Toen iedereen terug was, très fatigués, zoals het eenheidsverslag vermeldt, bleven er vijf tanks achter.
Tot groot verdriet van Rimailho werd vanaf het 165e productie-exemplaar het goedkopere model 1897 kanon geïnstalleerd. Rond diezelfde tijd werden de tanks van een bredere rupsband voorzien.

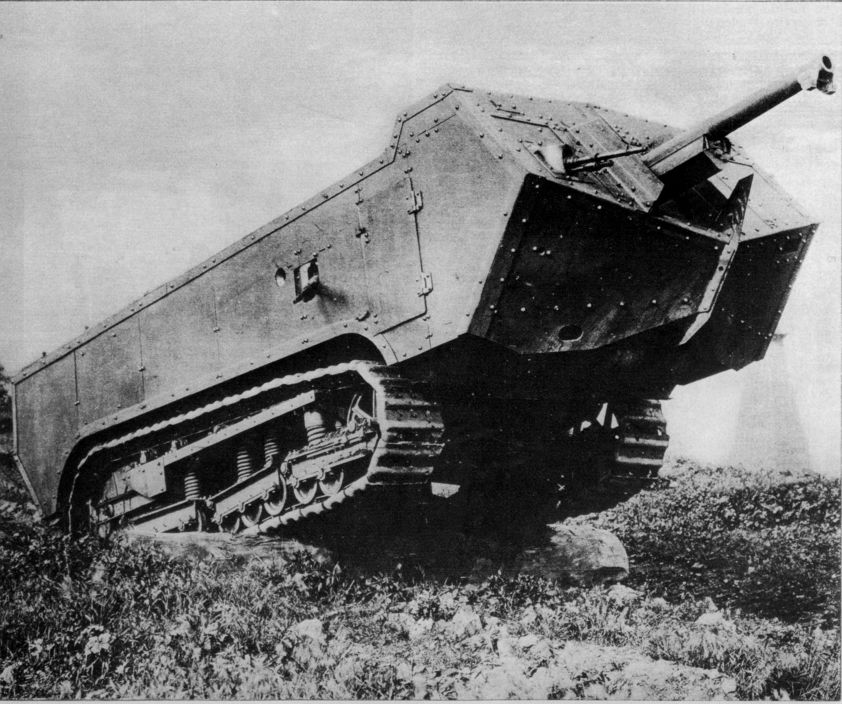
St Chamond met standaard 75mm M.1897 CTR (Canon de Tir Rapide) bij het overwinnen van een boomstam

Op 23 oktober 1917 was weer een wat grotere aanval. Ondertussen was de bedenker van het catastrofale voorjaarsoffensief, generaal Nivelle, gewipt als opperbevelhebber en vervangen door de "held van Verdun", de beroemde generaal Pétain. Deze probeerde het leger voorzichtig zijn zelfvertrouwen te laten herwinnen, door lokale offensieven waarbij met enorme overmacht zwakke punten in de Duitse verdediging onder de voet werden gelopen. Zijn methode, die heel Russisch aandeed, combineerde artillerieconcentraties van 200 stuks geschut per kilometer met een nauwgezette planning, nauwomschreven doelen en nauwe samenwerking tussen de verschillende wapenen. Bij la Malmaison vervulden ook de tanks tot ieders tevredenheid hun aandeel in het bereiken van de overwinning. De St Chamonds stonden met doorgebrande transmissies langs de kant van de weg, terwijl de Schneiders oprukken.
De relatieve rust in de Franse sector van het front maakte het mogelijk om 12 eenheden met ieder 16 St Chamonds uit te rusten: de AS31-42. Maart 1918 was aan de order van 400 tanks voldaan, minstens 377 zijn er dan ook werkelijk geproduceerd. Men zou misschien verwachten dat nu ook voor de St Chamond het einde gekomen was en vervanging door de nieuwe FT-17 onontkoombaar was. Maar een nieuwe ontwikkeling deed het belang van de "oude" tank flink toenemen. De Duitsers onderkenden na de Britse doorbraak bij Kamerijk eindelijk het gevaar dat tanks vormden en begonnen hun verdediging aan de dreiging aan te passen. Achter de loopgraven werden op strategische punten Riegelstellungen (grendels) ingericht waar gespecialiseerde Nahkampfbatterien direct vuur op aanvallende tanks konden uitbrengen. Het zomaar naderen van een dergelijke egelstelling door een tankeenheid resulteert in dier onafwendbare vernietiging. Wachten tot de eigen artillerie de stellingen vernietigt, vertraagde het offensief enorm. Ze moesten door direct vuur van middelzware kanonnen worden bewerkt en dan onder vuurdekking snel bestormd door zwaarbewapende tanks. De lichte FT-17 voldeed niet aan de eisen gesteld in deze taakomschrijving. Er is maar één tank die het benodigde kanon had: de St Chamond. Tot het eind van de oorlog deed hij zo dienst als echte artillerie d'assaut.

## Projecten
De St Chamond was een tank die zijn obstakel zelf al meenam. Om deze service aan de vijand te beëindigen, kwam er een project om de neus te voorzien van een eigen rupsband. Die was echter niet aangedreven en bleek de weerstand alleen maar te vergroten.
Een volgende poging werd gedaan door ingenieur Boirault die een model maakte op schaal 1:10 van drie geschakelde St Chamonds. Heel interessant, veel te ingewikkeld.
Toen Saint-Chamond de opdracht kreeg zware gemechaniseerde artillerie te ontwikkelen, wilden ze eerst nagaan hoe stabiel een rupsbandonderstel was bij het afvuren van zware houwitsers; daarvoor gebruikten ze een St Chamond waarvan het dak ten dele was verwijderd; in de zo ontstane ruimte was een 120 mm kanon geplaatst. De testen wezen uit dat de stabiliteit uitstekend was.
De St Chamond heeft verrassenderwijs een grote invloed gehad op de Britse tankontwikkeling. Die invloed was echter louter negatief. Toen Albert Stern, directeur van het Tank Supply Department, de opdracht kreeg de Mark I te verbeteren tot de Mark IV, besloot hij zich in Frankrijk te gaan oriënteren. Aldaar werd hem door Rimailho wijsgemaakt dat het elektropetrische systeem van de St Chamond dé oplossing zou zijn voor de besturingsproblemen van de Britse zware tanks. Stern liet daarop de tankproductie stilvallen totdat verschillende Mark II testvoertuigen verschillende systemen beproefd hadden. Alle experimenten zouden echter mislukken, wat een onnodige vertraging van elf maanden veroorzaakte.

## Het Tankschandaal
Het succes van de Britten in de Slag bij Kamerijk waarbij hun tanks met gemak door de Hindenburglinie braken, riep bij de Franse politici de prangende vraag op waarom hun eigen tanks daartoe niet in staat waren. Er werd begin 1918 een parlementaire enquête gehouden om dit eens te onderzoeken. Natuurlijk leidde dit tot grote paniek onder de mogelijke schuldigen. De verbluffende hiaten in de documentatie over de ontwikkeling van de eerste Franse tanks worden door de huidige Franse historici meestal toegeschreven aan een systematische vernietiging van belastende gegevens door de betrokkenen. Zo is over de vroegste ontwikkeling van de Char 2C bijna niets teruggevonden. De situatie bij de St Chamond is wat beter. Dat komt vermoedelijk doordat generaal Estienne Rimailho een dossier stuurde met alles wat er volgens hem met de St Chamond mis was samen met een waarschuwing niet te proberen iets op zijn bordje te schuiven. De ex-kolonel besloot daarop kennelijk dat in deze situatie de Flucht nach vorne de beste tactiek was en probeerde zich erdoorheen te bluffen.
De St Chamond, zo legde hij de commissie uit, was zonder enige twijfel de meest geavanceerde tank die tot nu toe tijdens de oorlog geproduceerd was: verreweg superieur aan de Britse tanks in bewapening, beweeglijkheid en bepantsering. De objectieve cijfers logen niet. Zeker, zelfs deze tank was niet perfect. Hij was nu eenmaal gedwongen geweest zich te baseren op de gebrekkige Schneider. Wat betreft de onvoorziene problemen bij de transmissie kon hij zich slechts het verwijt maken vertrouwd te hebben op het oordeel van een van de meest eminente experts op het gebied van de elektronica. Wat de financiële aspecten betrof, hoefde hij zich niet te schamen zijn geld te verdienen door zijn Franse medesoldaten op de best mogelijke wijze uit te rusten.
Rimailho wist zich inderdaad officieel van alle blaam te zuiveren, iets wat hem in 1945 opnieuw zou lukken, hoewel hij in het Vichy-regime een hoge functie had gehad. Ook Bretons carrière liep niet te veel schade op: in 1921 werd hij Minister van Geboortebevordering en ontwikkelde de eerste Franse centrifuge-afwasmachine opdat de Franse huisvrouw meer tijd zou hebben.

## Afloop
Bij het eind van de oorlog waren er van de 800 Schneider en St Chamond tanks 308 verloren gegaan. De meeste overgebleven tanks van het laatste model gingen direct naar de schroothoop. Men bouwde er 54 om tot munitiedrager.
Er bestaat het verhaal dat de Polen bij hun oorlog tegen de Sovjet-Unie in 1920 gebruikmaakten van een paar St Chamond tanks. Hiervan lijkt nog geen bevestiging gevonden in de primaire bronnen, maar als het zo was, kan de veronderstelling dat ze die buitgemaakt hadden op het Rode Leger, dat ze zelf dan weer buitgemaakt zou hebben op de Witten, niet juist zijn - want de Fransen hadden alleen FT-17's naar Rusland gestuurd. Het meest waarschijnlijk is dat men een oogje dichtkneep bij de directe leverantie van Franse schroothandelaren aan het Poolse leger. Een andere mogelijkheid is dat een aantal tanks in 1917 aan Rusland geleverd is om het land in de oorlog te houden. We weten in ieder geval zeker dat toen de bouwtekeningen overgedragen zijn aan zowel Rusland als Italië. Ook is er een aantal aan de Amerikanen uitgeleend voor trainingsdoeleinden. Dat alles kan de lastige discrepantie verklaren tussen de cijfers van de fabriek, die duiden op een totale productie van precies 400 en die van het leger die aantoonden dat er maar 377 ontvangen waren.
Eén St Chamond bevindt zich in het pantsermuseum van Saumur; het betreft hier een exemplaar dat in Amerika bewaard was gebleven en na de Tweede Wereldoorlog aan Frankrijk is geschonken.